# PO-225
La PO-225 (en la provincia de Pontevedra) es una carretera de la Red Primaria Complementaria de la Junta de Galicia que conecta las localidades de Alba y San Cayetano, ambas en el municipio español de Pontevedra. 
Tiene una longitud de 1,08 kilómetros y comienza en un cruce con la N-550 en Alba (Pontevedra) y finaliza en un cruce con la PO-531 en San Cayetano (Pontevedra).